# 크시슈토프 펜데레츠키

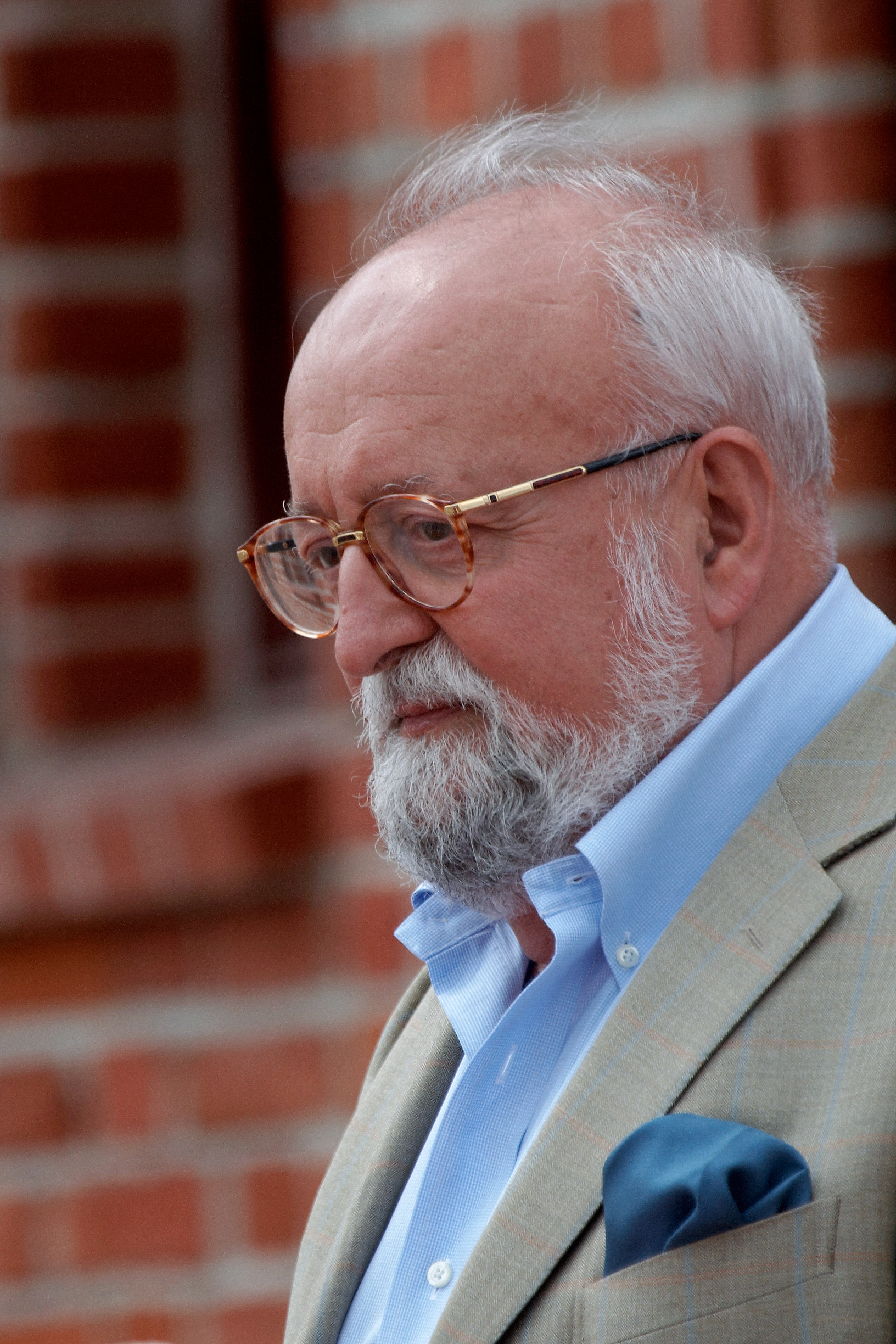
크시슈토프 펜데레츠키(2008년)

크시슈토프 에우게니우시 펜데레츠키(폴란드어: Krzysztof Eugeniusz Penderecki, 1933년 11월 23일 ~ 2020년 3월 29일)는 폴란드의 현대 서양 음악 작곡가이다.

## 일대기
그는 데비카(Debica)에서 태어나 프란치셰크 스콜리셰프스키(Franciszek Skolyszewski)에게 개인 작곡 레슨을 받았다. 후에 크라코프 대학과 크라코프 음악 아카데미에서 아르투르 말라프스키(Artur Malawski)와 스타니스와프 비에호비치(Stanisław Wiechowicz)를 사사했다. 1958년에 졸업하고 나서 아카데미에 남아 음악을 가르치기 시작했는데, 그가 가르친 사람으로는 이안니스 크세나키스가 있다.
펜데레츠키의 초기 작품은 그가 받은 안톤 베베른, 피에르 불레즈, 이고르 스트라빈스키의 영향을 나타내고 있다. 그가 국제적인 명성을 얻게 된 작품은 《히로시마 희생자에게 바치는 애가》(원제는 존 케이지의 《4분 33초》과 비슷한 《8분 37초》였다)로, 52개의 현악기를 위한 곡이다. 여기에서 펜데레츠키는 브리지의 반대편의 현을 연주하고 활끝으로 보잉을 하는 등 확장된 연주법을 써서 참신한 텍스처를 만들었다. 그는 원자폭탄이 폭발하는 광경을 묘사하기 위해서 톤 클러스터를 적절히 사용했다.
그의 《성 루카 수난곡》(1963-6)도 좋은 반응을 얻어냈다. 서로 다른 여러 스타일로 쓰였다. 《…애가》에서 보인 것과 같은 텍스처와 바로크 형식이 균형을 맞추고 있고, 더 고전적인 화성이 쓰였다. 〈Stabat Mater〉 부분은 단순한 장화음으로 끝난다. 이 작품에서 펜데레츠키는 음렬주의를 썼고, 주 음렬에서 BACH 주제를 전통적인 화성과 실험적인 작품을 잇는 다리로 사용했다.
1970년대 중반에 펜데레츠키의 작풍이 변하기 시작했다. 그의 《바이올린 협주곡 제1번》에서는 톤 클러스터를 쓰지 않고 두 개의 선율음정, 반음과 삼온음을 집중적으로 썼다. 일부 평론가들은 이러한 새로운 방법을 안톤 부르크너에 비교하기까지 했다. 이 기법은 교향곡 제2번 《크리스마스》에도 지속적으로 사용되었는데, 이는 유럽에서 가장 실험적인 작곡가의 작품이라고 하기에는 화성과 선율이 너무 직접적으로 표현되었다. 이 곡에는 크리스마스 캐롤인 〈고요한 밤〉의 선율을 자주 인용하였다.
1980년에 펜데레츠키는 Solidarity로부터 1970년 반정부 혁명 때 희생된 사람을 기리기 위한 그단스크 조선소에 만들어진 조각 작품의 제막식을 위한 곡을 위탁받았다. 그는 《Lacrimosa》라는 곡을 썼고, 후에 이를 《폴란드어 레퀴엠》(1980-4, 1993 개작)으로 확장했는데, 이는 그의 후기작품 중 유명한 곡이 되었다. 이 작품에서는 그의 초기작품을 떠올리게 하는 부분도 있지만 전반적으로 화려한 화성이 쓰였다. 《첼로 협주곡 제2번》과 《Credo》에서 보이듯이 최근에는 그의 작품이 더욱더 보수적 낭만주의 경향으로 가고 있다.
그의 교향곡 제5번 《한국(Korea)》은 서울 예술의 전당에서 KBS 교향악단의 연주로 초연되었다. 단악장 형식으로 되어 있으며 한국 민요 《새야 새야》의 선율을 주요 소재로 사용하였다.

## 주요 작품

### 오페라
- 루덩의 악마(Die Teufel von Loudun, 1969)올더스 헉슬리의 동명 소설 원작
- 실낙원(Paradise Lost, 1978)존 밀턴의 서사시 원작
- 검은 가면(Die Schwarze Maske, 1986)게르하르트 하웁트만의 원작
- 우부 왕(Ubu Rex, 1991)알프레드 자리의 원작

### 교향곡
- 교향곡 1번 (1973)
- 교향곡 2번 '성탄절(크리스마스)' (1980)
- 교향곡 3번 (1995)
- 교향곡 4번 '아다지오' (1989) 그라이머베어 상을 수상하였다.
- 교향곡 5번 '한국' (1992)
- 교향곡 6번 '중국의 시' (2008-2017)
- 교향곡 7번 '예루살렘의 7개 성문' (Seven Gates of Jerusalem, 1996)
- 교향곡 8번 '덧없음의 노래' (Lieder der Vergänglichkeit, 2005/2007)

### 관현악
- 방사(Emanacje, 1959)
- 박자 바꾸기(Anaklasis, 1960)
- 히로시마 희생자에게 바치는 애가(Tren Ofiarom Hiroszimy, 1960)
- 다형성(Polymorphia, 1961)
- 형광(Fluorescencje, 1962)
- 교회법(Kanon, 1962)
- 옛 형식의 소품(Drei Stücke im alten Stil, 1963)
- 자연의 소리 1번(De Natura Sonoris N ° 1, 1966)
- 피츠버그(Pittsburska, 1967)
- 우주생성론(Kosmogonia, 1970)
- 자연의 소리 2번(De Natura Sonoris N ° 2, 1971)
- 관악,타악,더블베이스를 위한 전주곡(Preludium na wiatr, perkusyjnych i kontrabasów, 1971)
- 활동(Actions, 1971)
- 간주곡(1973)
- 야곱의 꿈(Przebudzenie Jakuba, 1974)
- 입력(Entrata, 1994)
- 세레나데(1996-1997)
- 루체른의 팡파르(Luzerner Fanfare, 1998)
- 팬파리아 리얼(Fanfarria Real, 2003)
- 댄지거의 팡파르(Danziger Fanfare, 2008)
- 평화를 위한 전주곡(Prelude for Peace, 2009)
- 자연의 소리 제3번(De Natura Sonoris N ° 3, 2012)